# 拉南
拉南（法語：Laning，法語發音：[lanɛ̃]）是法国摩泽尔省的一个市镇，属于福尔巴克-布莱摩泽尔区。

## 地理
拉南（49°1'52"N, 6°45'49"E）面积6.71 平方千米，位于法国大東部大區摩泽尔省，该省份为法国东北部内陆省份，是洛林的一部分，西南接默尔特-摩泽尔省，东临下莱茵省，北与卢森堡和德国接壤。
与拉南接壤的市镇（或旧市镇、城区）包括：阿尔特里普、比丹、弗雷梅斯特罗夫、格罗唐坎、利克桑-莱圣阿沃尔德、马克什塔特、瓦勒埃贝尔桑。
拉南的时区为UTC+01:00、UTC+02:00（夏令时）。

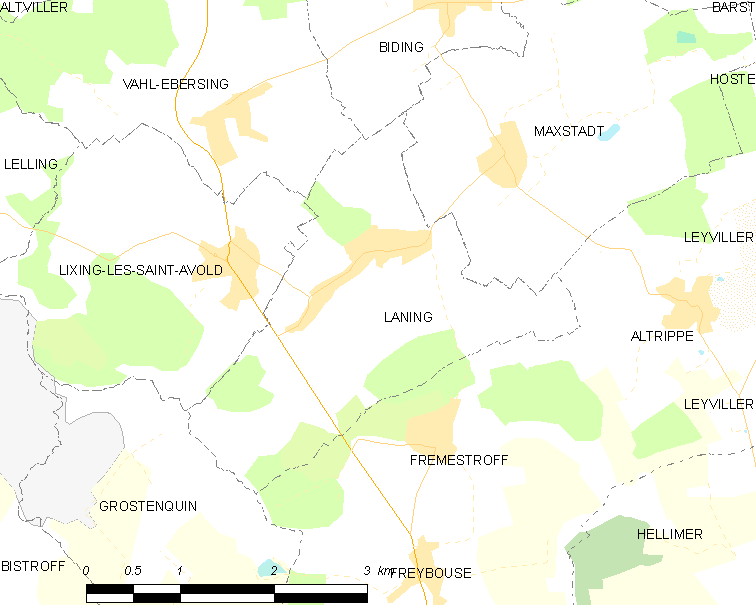
拉南的OSM定位图

## 行政
拉南的邮政编码为57660，INSEE市镇编码为57384。

## 政治
拉南所属的省级选区为萨拉尔布县。

## 人口

1962-2008年间拉南人口变化图示

拉南于2022年1月1日时的人口数量为601人。